# Pomník Baterie mrtvých
Pomník Baterie mrtvých připomíná válečné události roku 1866 a vypráví příběh VII. jezdecké baterie pod velením setníka Augusta van der Groebena. Nachází se u vesnice Chlum, jenž spadá pod správu obce Všestary u Hradce Králové. Pomník se nachází v blízkosti Muzea války 1866.
Podnět k vystavení pomníku přišel z Komitétu pro udržování památek z války roku 1866. Pomník byl slavnostně odhalen 3. října 1893 za přítomnosti vojenských hodnostářů a jednotek, veteránů z Groebenovy baterie a široké veřejnosti.

## Popis pomníku

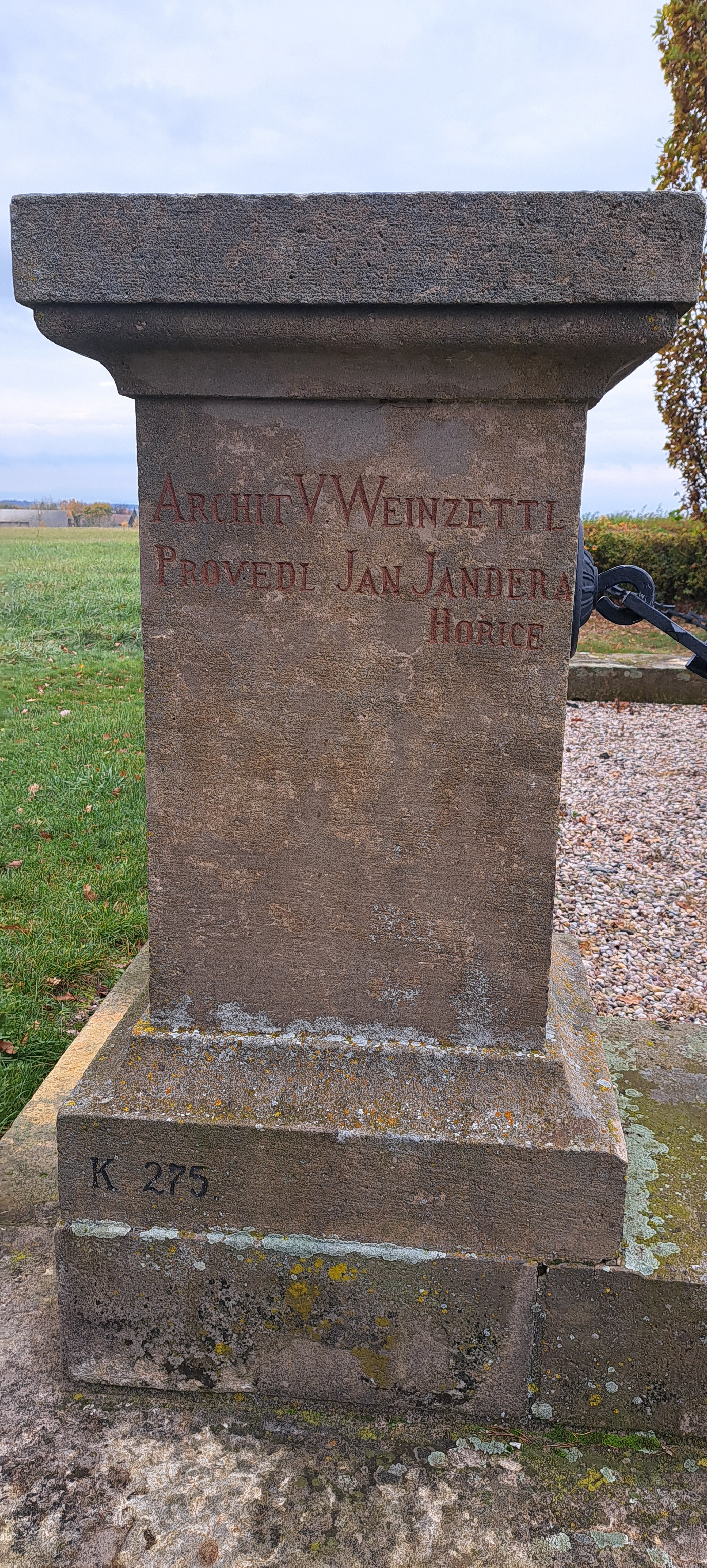
Jména autorů památníku

Základnu pomníku tvoří dva pískovcové bloky. Na každém rohu podstavce je pískovcový sloupek, jenž tvoří základnu pro zapuštěná oka s reliéfem květiny. Oka drží železné řetězy. V zadní části je tento vzorec přerušen a zasazen do pomníku samotného. Ve střední části podstavce je na krychlové podstavě vystavěn sloup se sochou Austrie. Na spodním podstavci se nachází reliéf mrtvého lva, ležícího na troskách děla. Po stránách pomníku jsou čtyři pilíře symbolizující věčný oheň (flambon).
Hlavní část pomníku tvoří mohutný pískovcový sloup, na kterém stojí dvoumetrová socha Austrie. V levé ruce drží štít s rakouským orlem a v pravé vavřínový věnec. Sloup je zdoben bronzovými reliéfy. Na čelní straně se nachází přilba v antickém stylu ve věnci z dubových ratoletí, a to vše je na palmovém listu. Symbolika k antickému válečnictví směřuje také k bohyni Pallas Athéně jako k představitelce moudré války za spravedlnost. Po stranách sloupu vyčnívají dva dělové jícny nad hlavami Medúz.
Pomník byl navržen architektem Václavem Weinzettlem a vyhotoven Janem Janderou z Hořic. Sochu Austrie zhotovil podle návrhu prof. Arnošta Poppa Antonín Šešina. Bronzovou uměleckou výzdobu pomníku vyhotovili bratří Pechánkové z Hořic, František Houdela z Prahy a firma V. Maška z Prahy-Karlína. Práci na modelech i výsledném pomníku zanechali učitelé a studenti z C. a k. odborné školy sochařsko-kamenické v Hořicích.
Do krychlové podstavy jsou vepsány pamětní texty:
Na těchto místech padl hrdinsky po boji
vytrvalém v bitvě dne 3. července r. 1866
August Van der Groebem
c. k. setník, rytíř voj. řádu Marie Terezie
velitel jezdecké baterie číslo 7/VIII., dále
Jindřich Wolf, c. k. nadporučík a 52 mužů.
Věrni až do smrti!

"Zřízeno komitétem pro udržování vojenských pomníku na bojišti Královéhradeckém přispětím vojenského řádu Marie Terezie a C.A K. Rakouského dělestřelectva L.P. MDCCCXCIII. "

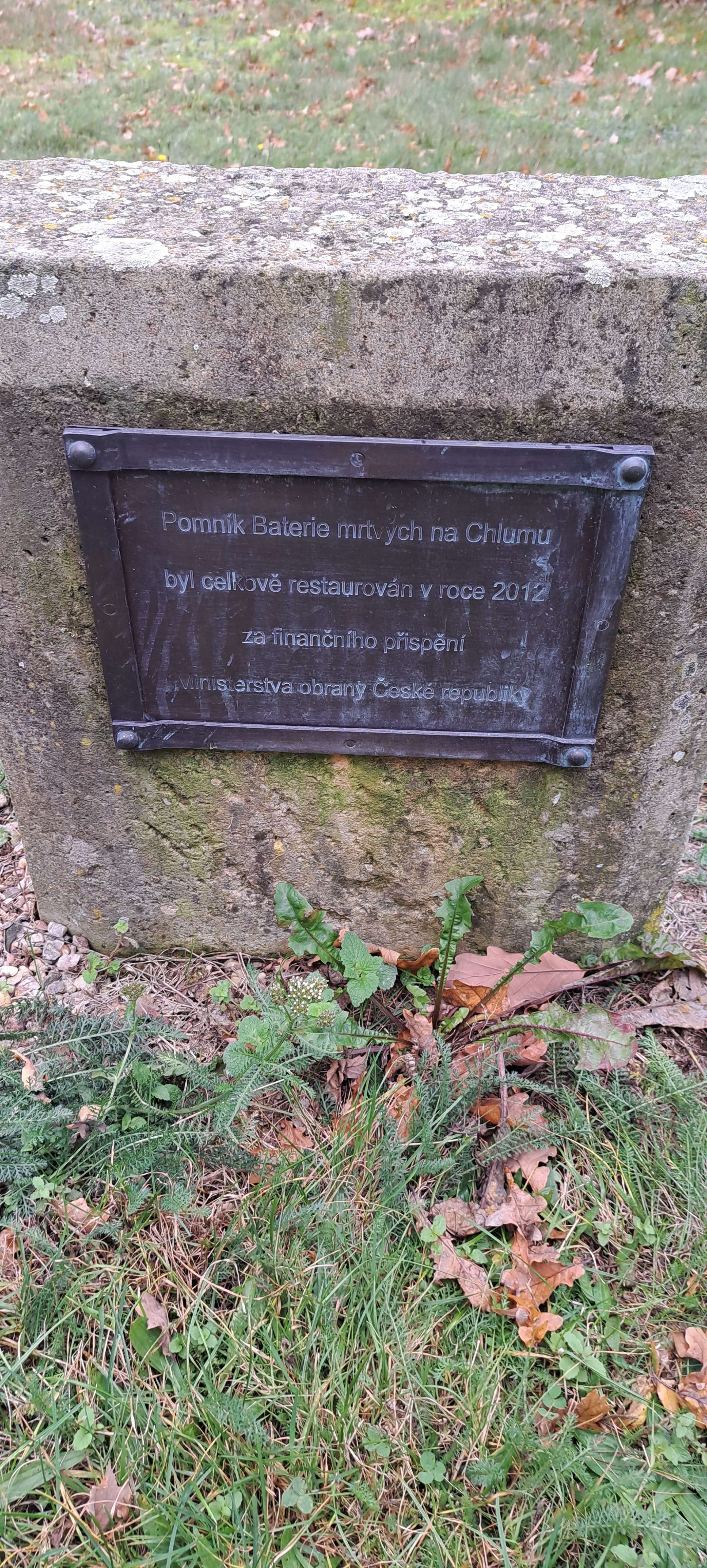
Informace o datu restaurování

## Bitva u Hradce Králové

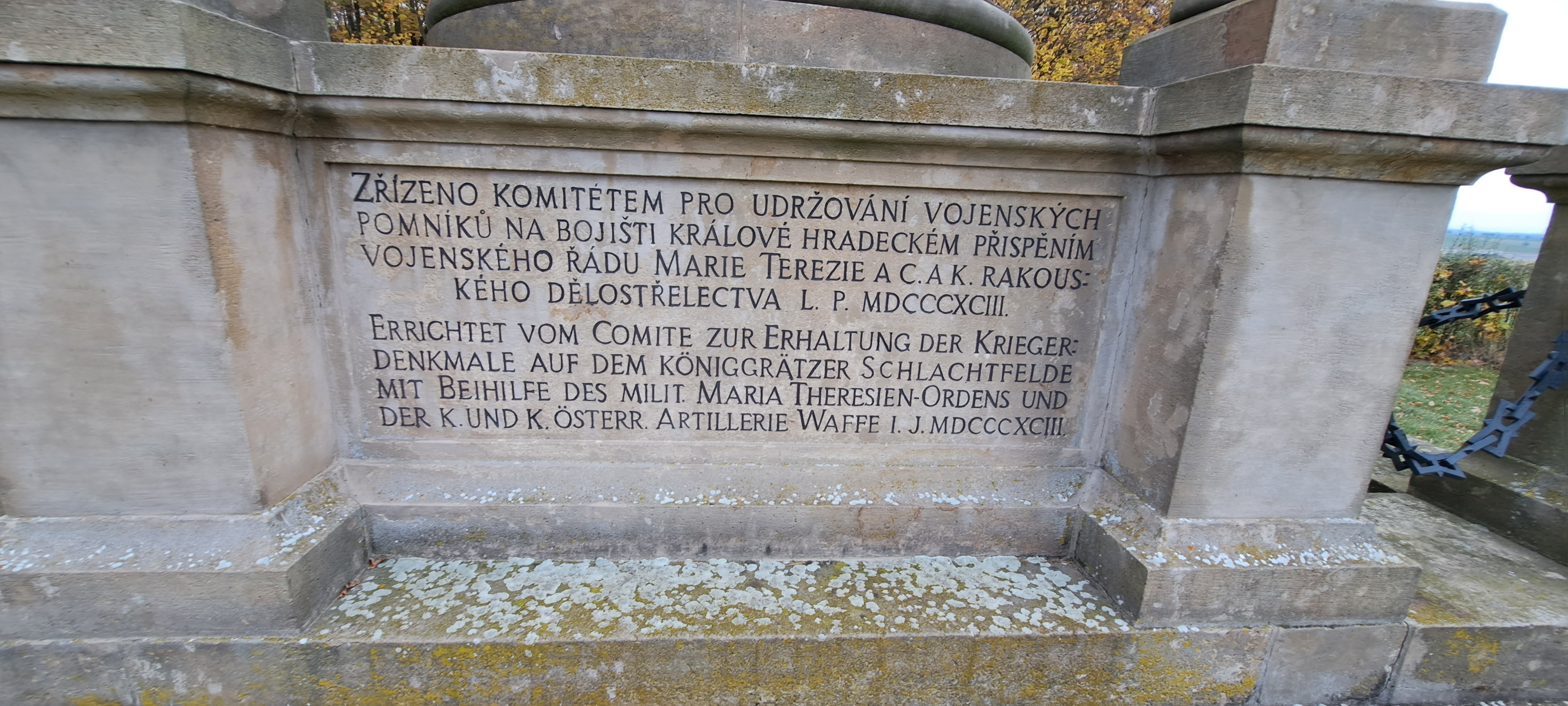
Text ze zadní části pomníku

K bitvě u Hradce Králové, také známé jako bitva na Chlumu, došlo 3. července 1866. Bitva proběhla v rámci prusko-rakouské války a byla rozhodující bitvou tohoto konfliktu. Válka probíhala především z důvodu vyjasnění hlavní pozice velmoci ve středoevropském německém prostoru. Po bitvě u Hradce Králové bylo rozhodnuto o pruském vítězství.
Stav dělostřelecké baterie 7/VIII. k 3. červenci 1866: celkem 4 důstojníci a 178 mužů.
- 1 setník
- 1 nadporučík
- 2 poručíci
- 2 kadeti - ohněstrůjci
- 4 četaři
- 7 desátníků
- 13 nápředníků
- 2 trubači
- 24 dělostřelců
- 38 poddělostřelců
- 30 jízdních dělostřelců I. třídy
- 52 jízdních dělostřelců II. třídy
- 3 důstojničtí sluhové
- 1 kovář
- 1 přidělený jako četař

7/VIII. jezdecká baterie pod velením setníka Augusta van der Groebena 3. července zaujala pozice na pravém křídle, západně od vesnice Chlum. Palba byla nejprve soustředěna na lesy Skalka a Holá a poté na les Svíb. Dnes se v místě původních pozic nachází les a jsou tam patrné dělostřelecké okopy.
Po zjištění o obsazení Chlumu byl vydán rozkaz k obrácení baterie směrem ke vsi a zahájena krycí palba pro zpomalení postupu pruských vojsk a poskytnutí dostatečného času na ústup vlastních jednotek. Tím však došlo ke ztrátě funkčnosti zákopových fortifikací, které byly vybudovány před linií bateriových okopů a sloužily jako linie vojenské obrany. Baterie v okopech byla směřována směrem na les Svíb a okolí, nikoliv na vesnici Chlum. Odsud nebyl očekáván útok, jelikož se počítalo s tím, že nedojde k prolomení obrany na severu. Kvůli vojenské doktríně rakouské armády nebyla osádka baterie vyzbrojena ručními palnými zbraněmi. Jediné nástroje, jež mohli k obraně využít, byly lopata a dýka. Již při změně pozice baterie padlo několik mužů a koní. V novém postavení zazněl povel k palbě kartáči a vystřeleno bylo nejspíše 10–11 ran, dokud palba Prusů dělostřelce neumlčela.
Muži z Groebenovy baterie dle archiválií při obraně pozic údajně padli v plném počtu 54. Toto tvrzení však bylo vyvráceno při odhalování pomníku v roce 1893, kdy se na slavnostním odhalení sešlo i několik přeživších z dané baterie.